# Vladimir Vladimirovič Ščerbačëv
Vladimir Vladimirovič Ščerbačëv (in russo Владимир Владимирович Щербачёв?; Varsavia, 24 gennaio 1889 – Leningrado, 5 marzo 1952) è stato un compositore sovietico.

## Biografia
Ščerbačëv nacque a Varsavia in una famiglia modesta. Sua madre era una pianista dilettante, e quindi Vladimir ebbe occasione di studiare per 2 anni da lei. Negli anni 1906-1910 Ščerbačëv frequentò i corsi di giurisprudenza e della storia, poi li abbandonò per dedicarsi alla musica. Fino al 1914 studiò da M. Steinberg. Negli anni 1914-1916 partecipò nella Prima Guerra Mondiale e nel 1917 divenne un rivoluzionario.
Nel 1918 e fino al 1923 Vladimir era il socio dello studio musicale di Narkompros. Negli anni '30 la sua musica venne severamente proibita, ma Vladimir continuò a comporre. Nonostante ciò, divenne ostile e testardo, tanto da rifiutarsi di scrivere dei pezzi per una festa del Narkompros. Morì in pieno regime stalinista, avendo lasciato alle generazioni future circa 50 opere, che fondono melodie russe con temi autentici nelle splendide melodie.

## Musica
Ščerbačëv scrisse 5 sinfonie, 3 quadri sinfonici, l'opera incompiuta Anna Kolossova, l'operetta Tabachny Kapitan, musica da camera, colonne sonore per tre film, ecc.

## Opere
- Anna Kolossova, opera drammatica in 3 atti;
- Tabachny Kapitan, operetta;
- 5 sinfonie;
- Sinfonia no 1, in 1 movimento (Lento-Presto affannoso)
- Sinfonia no 2, con solisti e coro, in 5 parti (1. Presto inquieto 2. Lento 3. Adagio 4. Moderato-Allegro 5. Presto-Allegretto)
- Sinfonia no 3, sinfonia-suite su temi russi, in 3 movimenti
- Sinfonia no 4, "La storia della fabbrica di Izhora", per solisti e coro, in 4 parti (1. Prestissimo 2. Andante-Largo 3. Presto inquieto 4. Lento assai e cantabile 5. Allegro energico)
- Sinfonia no 5, "Russa", in 4 movimenti (1. Lento assai 2. Allegro drammatico 3. Lento 4. Allegro moderato)
- Quartetto d'archi (dalla musica per il film Pietro il Grande);
- Nonetto per 7 strumentisti, voce e un danzatore di mimo;
- 2 suite;
- 3 quadri sinfonici (Vega, Processione, Fiaba);
- Musica per 3 film (Pietro I, Suvorov, La tempesta);
- 48 romanze per voce e pianoforte ;
- 2 sonate per pianoforte ;
- 4 cicli per pianoforte (Felicità inattesa, Invenzioni, Pantomime e ferie, Invenzione).